# Sacerdots del Sagrat Cor de Jesús
La congregació dels Sacerdots del Sagrat Cor de Jesús (en llatí, Congregatio Sacerdotum a Sacro Corde Iesu) és un institut religiós catòlic masculí de dret pontifici, concretament, una congregació clerical. Els seus membres, anomenats dehonians, posposen al seu nom les sigles S.C.I.

## Història
La congregació, formada per preveres i laics consagrats, fou fundada pel sacerdot francès Léon Gustave Dehon (1843-1925), capellà de la basílica de Saint-Quentin, Picardia, sota el nom d'"Oblats del Cor de Jesús". El P. Dehon, que adoptà el nom de Jean du Sacré Cœur, aconseguí l'aprovació de l'institut per part del bisbe de Soissons el 18 de juny de 1873, però cinc anys després aquesta autorització fou revocada pel Sant Ofici. No fou fins al 4 de juliol de 1906 que el papa sant Pius X l'aprovà sota el nom actual.
El carisma dels dehonians rau en la devoció al Sagrat Cor de Jesús i en l'espiritualitat reparadora envers ell. Es captenen en el ministeri sacerdotal, la formació del clergat i diverses obres d'apostolat missioner, social i pedagògic. Actualment són presents a una trentena de països, amb prop de 400 cases i uns 2300 membres, la majoria dels quals són sacerdots. Als Països Catalans, regenten una parròquia i una residència d'estudiants a València i una escola a Novelda, Vinalopó Mitjà.
El P. Dehon va ser declarat "venerable" per Joan Pau II l'any 1997 i aquest tenia previst beatificar-lo el 24 d'abril de 2005. Tanmateix, la mort del pontífex uns dies abans obligà a suspendre la cerimònia, i el nou papa Benet XVI, vistes les proves d'antisemitisme explícit en els textos del P. Dehon aparegudes mentrestant, decidí ajornar-la sine die.